# 120 Wall Street
120 Wall Street es un rascacielos de Wall Street, Nueva York, que se completó en 1930. El edificio tiene 122 metros de altura, 34 plantas y está situado a lo largo de Wall Street, Pine Street y South Street.

## Historia
Greenmal Holding Corporation anunció que había obtenido un préstamo en febrero de 1929 para la construcción del edificio. El coste se estimó en 12 millones de dólares. Diseñado por Buchman & Kahn, el edificio fue diseñado para ocupar una parcela de 2.100 metros cuadrados. T. Greenberg and Malzmal compraron la propiedad en 1928 de la American Sugar Company.

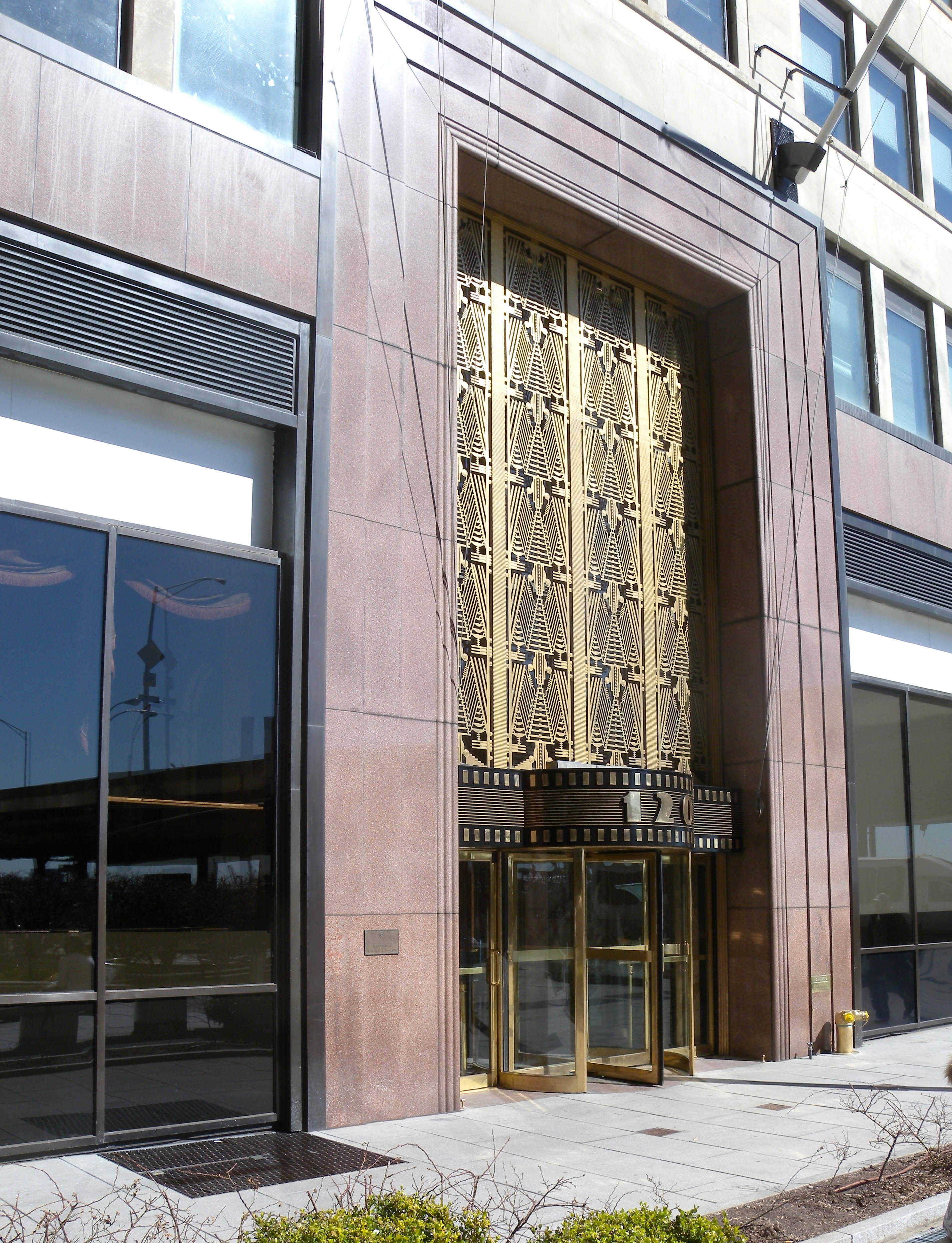
Entrada

El edificio se inauguró en marzo de 1930 y el inquilino original del edificio fue la American Sugar Refining Company.
New York Life Insurance Company ofreció un millón de dólares a la ejecución de un gravamen de 5.569.605 millones de dólares contra el rascacielos en la subasta del 26 de junio de 1933. La empresa de seguros inició con anterioridad un conjunto de 5 millones de dólares para excluir a una hipoteca consolidada en la propiedad el 23 de noviembre de 1932. Una primera hipoteca de 4.050.000 dólares se dio en 1929. Gravámenes de 200.000 dólares y 750.000 dólares fueron realizados posteriormente. La demanda se basó en la falta de pago de 150.000 dólares en intereses, el 1 de mayo de 1932. De la cantidad adeudada solo 46.040 dólares fueron pagados por Greenberg y Malzmal.
120 Wall Street fue el único edificio principal de gran altura el centro de la ribera oriental del río Este muchos años hasta el boom de la construcción en la década de 1970.
Desde 1980, el edificio ha sido propiedad de la 120 Wall Company, LLC, una filial de Larry Silverstein, que lo compró por unos 12 millones de dólares.
A principios de 1990, en cooperación con la Corporación de Desarrollo Económico de la ciudad, Silverstein Properties obtuvo la designación de 120 Wall Street como el (primer y único) centro de asociación de Nueva York. La designación crea espacio de oficina rentable y el edificio ha atraído a 35 organizaciones sin ánimo de lucro, incluyendo American Field Service, Network for Teaching Entrepreneurship, Illuminating Engineering Society of North America, Pacifica Radio, WBAI-FM, Lucis Trust, las sedes mundiales de la National Urban League, JDRF, United Negro College Fund, el Instituto Guttmacher, Center for Reproductive Rights y Lambda Legal.

## Arquitectura
La torre está nivelada en tres lados, formando una estructura en forma de tarta nupcial. Los reveses retroceden en formaciones poco profundas de una gran plataforma de 16 plantas. Paneles de marco de granito rojo de amplio acristalamiento a nivel de la calle forman la base de piedra caliza de cinco plantas.
El edificio cuenta con 57.100 metros cuadrados de espacio.